# Gemeenschap voor democratie en rechten van staten
De Gemeenschap voor democratie en rechten van staten (Russisch: Сообщество за демократию и права народов, Soobshchestvo za demokratiju i prava narodov), beter bekend als de Gemeenschap van niet-erkende staten, en ook bekend als GOS-2 (Russisch: Содружество непризнанных государств, СНГ-2, Sodroezjestvo nepriznannytsj gosoedarstv, SNG-2) is een internationale organisatie waarin enkele de facto staten op het grondgebied van voormalige Sovjetrepublieken verenigd zijn, die geen of beperkte erkenning genieten binnen de internationale gemeenschap. 

## Geschiedenis
In 1992 werd de voorloper van de organisatie onder de naam Gemeenschap van Niet-erkende Staten opgericht. Deze omvatte naast Abchazië, Transnistrië, Nagorno-Karabach en Zuid-Ossetië ook Srpska en Servisch Krajina. Srpska kreeg als gevolg van de Dayton-akkoorden in 1995 een status binnen Bosnië en Herzegovina en trok zich terug uit de organisatie. Krajina werd datzelfde jaar door Kroatië heroverd en hield op te bestaan.
In 2000 werd in de Transnistrische hoofdstad Tiraspol een gezamenlijke verklaring ondertekend door de overgebleven vier leden van de organisatie, waarin ze de wens voor een vreedzame oplossing van de conflicten bevestigden. Na deze bijeenkomst werd een permanente conferentie opgericht die minstens twee keer per jaar zou moeten worden gehouden. Ter ondersteuning van deze conferentie werd een adviesraad opgezet. Van uitvoering van deze initiatieven kwam het de daaropvolgende jaren niet.

### Gemeenschap voor democratie en rechten van staten
Op 14 juni 2006 werd de samenwerking tussen de de facto staten nieuw leven ingeblazen in de Abchazische hoofdstad Soechoemi met de oprichting van de 'Gemeenschap voor democratie en rechten van staten' door Abchazië, Transnistrië en Zuid-Ossetië. Het hoofddoel van de gemeenschap was de erkenning van de onafhankelijkheid van de de facto republieken, als juridische voltooiing van het uiteenvallen van de Sovjet-Unie. Het oprichtingsakkoord benadrukte de focus op Rusland, prees haar positieve rol in de verschillende vredesoperaties en zag Rusland als de veiligheidsgarantie voor de gebieden. Er werd een interparlementaire assemblee opgericht en er kwamen verschillende overeenkomsten voor economische samenwerking. Van dit laatste kwam niet veel terecht door de geografische spreiding van de leden. De organisatie wordt gezien als een tegenhanger van de GUAM, het samenwerkingsverband tussen Georgië, Oekraïne, Azerbeidzjan en Moldavië. De de facto staten liggen in een aantal van deze landen.
Nagorno-Karabach was geen formeel lid, was geen onderdeel van verklaringen en overeenkomsten en deed selectief mee aan conferenties. Deze passieve deelname werd verklaard door de wens van Nagorno-Karabach om de zelfbeschikking niet te beschouwen in de context van het uiteenvallen van de Sovjet-Unie, wat wel het geval was bij de andere leden, maar als Europese 'etnopolitieke zelfbeschikking', vergelijkbaar met Kosovo. Ook wilde Nagorno-Karabach haar buitenlands beleid niet volledig identificeren met Rusland. De organisatie kent periodieke activiteit. Dit hangt samen met het Russische beleid jegens dergelijke entiteiten in haar nabuurschap, dat sinds 2014 is verschoven naar annexatie.

## Leden
- Abchazië, oprichter;
- Zuid-Ossetië, oprichter;
- Transnistrië, oprichter;
- Nagorno-Karabach, passief geassocieerd tot 2024. Nagorno-Karabach is sinds de Azerbeidzjaanse verovering van Nagorno-Karabach in 2023 feitelijk opgehouden te bestaan.